# أليخاندرو فيلا
أليخاندرو فيلا (بالإسبانية: Alejandro Vela)‏ (28 مارس 1984 في المكسيك - ) هو لاعب كرة قدم مكسيكي في مركز جناح ‏. لعب مع أتلانتي إف سي وكروز آزول ونادي تشياباس ونادي غوادالاخارا ونادي نيكاكسا وMinnesota United FC (2010–2016) ‏.

## وصلات خارجية
- أليخاندرو فيلا على موقع قاعدة بيانات كرة القدم.إي يو (الإنجليزية)
- أليخاندرو فيلا على موقع Soccerway.com (الإنجليزية)
- أليخاندرو فيلا على موقع AS.com (الإسبانية)